# The Souldiers Pocket Bible
La The Souldiers Pocket Bible, en español La Biblia de bolsillo de los soldados , también conocida como Cromwell's Soldiers' Pocket Bible, The Soldier's Pocket Bible, Cromwell's Soldier's Bible) fue una versión en forma de panfleto de la  Biblia Protestante que llevaban los soldados del Oliver Cromwell's New Model Army durante la Guerra Civil Inglesa.

## Descripción
La The Souldiers Pocket Bible, que carece de un  apóstrofo posesivo en el título, se emitió por primera vez en 1643 para el ejército de Cromwell y se puso en uso general entre sus soldados. Ha quedado constancia histórica de que los soldados de Cromwell estaban provistos de una pequeña Biblia de bolsillo. George Livermore, un coleccionista de libros estadounidense de Cambridge (Massachusetts), descubrió un ejemplar de The Souldiers Pocket Bible en 1854; se dio cuenta de que la Biblia que se sabía que llevaban los soldados de Cromwell no era la Biblia protestante completa de 66 libros, sino una versión condensada en forma de panfleto. Era un folleto tamaño  octavilla (5½ × 3″, 136 × 78mm). En comparación, tenía el tamaño y el grosor de un pasaporte de viaje internacional utilizado en el siglo XX.
La The Souldiers Pocket Bible tenía sólo 16 páginas que contenían unas 150 citas de versículos de la Biblia de Ginebra, todos relacionados con la guerra. Todos los versos menos cuatro eran del Antiguo Testamento. Los versos destinados a inspirar la moral de los soldados de Cromwell incluían los siguientes de la Biblia de Ginebra:
- Deuteronomio 20:4 - Porque el Señor tu Dios va contigo, para luchar por ti contra tus enemigos, y para salvarte.
- Éxodo 14:14 - El Señor luchará por ti. 

Los 150 versos relacionados con la guerra se organizaron en dieciséis secciones. Cromwell ayudó a seleccionar algunos de los versos utilizados y supervisó la edición de The Souldiers Pocket Bible por Edmund Calamy.
Los encabezados de sección de los versos incluían lo siguiente: 
Un Souldier no debe hacer el mal
Un Souldier debe ser valiente por la causa de Dios
Un Souldier debe amar a sus enemigos como si fueran sus enemigos, y odiarlos como si fueran enemigos de Dios
Un Souldier debe considerar que a veces el pueblo de Dios[']tiene lo peor en batalla así como los enemigos de Dios.
Esta Biblia de bolsillo de Souldiers condensada solía abotonarse en el interior del chaleco, colocada cerca del corazón, y bajo la capa exterior del soldado. La colocación no dificultaba los movimientos del soldado. El líder de la iglesia inglesa puritana, Richard Baxter, cuenta que la vida de uno de los soldados de Cromwell se salvó gracias a que llevaba un ejemplar de The Souldiers Pocket Bible cerca de su corazón; una bala disparada contra él se alojó en el panfleto en lugar de en su corazón.

## Propósito
El éxito militar de Cromwell se debió en gran medida al entrenamiento de sus soldados. Sin embargo The Souldiers Pocket Bible se utilizaba para la inspiración religiosa y para ayudar a influir en la buena moral y la disciplina rígida. Antes de que los soldados de Cromwell fueran a la batalla, rezaban y cantaban canciones religiosas del Libro de los Salmos. Según Cromwell, sus soldados nunca perdieron una batalla después de que se les entregara La Biblia de bolsillo de los soldados en 1643.

## Legado

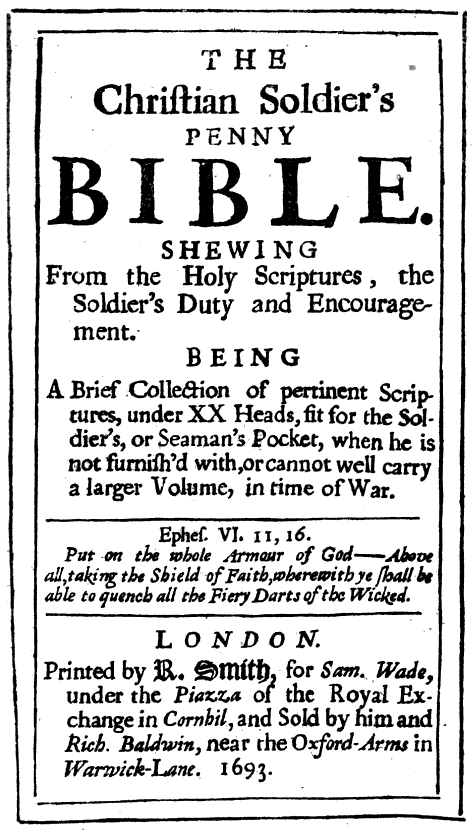
The Christian Soldier's Penny Bible (1693); una versión de The Souldiers Pocket Bible (1643)

Existen dos ejemplares de la edición de 1643 de The Souldiers Pocket Bible.  El ejemplar de Londres fue regalado por George III al Museo Británico. El único otro ejemplar de 1643 que se conoce se encuentra en Estados Unidos y fue propiedad del destacado coleccionista de libros del siglo XIX George Livermore. La obra se reeditó en 1693 con el título The Christian Soldier's Penny Bible  El Museo Británico tiene la única copia de 1693 que se conoce. Esta versión es similar a The Souldiers Pocket Bible, excepto por los cambios en algunos de los "Headers" (encabezados) y las pequeñas alteraciones en el texto. Estas últimas reflejan la Versión King James de la Biblia en lugar del texto de la Biblia de Ginebra utilizado para la edición de 1643.
En 1861 Riverside Press reimprimió cien ejemplares del texto de 1643 en facsímil para Livermore. En la época de la Guerra Civil Americana, la American Tract Society imprimió en grandes cantidades The Soldier's Pocket Bible para que sirviera de manual religioso a las tropas del Norte. Se reimprimieron unos cincuenta mil ejemplares de La Biblia de bolsillo del soldado para las tropas de la época.
La Biblia de bolsillo de Souldiers fue la primera de las versiones bíblicas abreviadas y concisas que se hicieron populares para su distribución a las tropas por parte de las autoridades militares y para su uso por parte de los individuos como guía e inspiración personal.